# 孔志
孔志（?—?），表字道甫，东汉时鲁国人。孔子十七代孫，孔霸玄孙，孔福曾孙，孔房之孙，孔均之子。
汉光武帝建武十四年（38年）光武帝刘秀恢复了因为新朝篡汉和新朝灭亡後战乱中断的孔子嫡裔的爵位，封孔子十七代孫孔志为褒成侯，为列侯，食邑二千户。主持孔子的祭祀。孔志死后，谥号元成，他生下三个儿子：孔损、孔澍、孔恢。汉明帝时由孔損袭爵褒成侯。

## 参看
- 孔子
- 孔子世家大宗世系
- 孔子世系
- 孔子世家大宗世系图
- 孔子世家总世系图 (中兴祖前)